# Трилісці
Трилі́сці — село в Україні, у Луцькому районі Волинської області. Входить до складу Рожищенської міської громади. Населення становить 223 особи.

## Географія
Село розташоване на правому березі річки Стохід.

## Історія
У 1906 році село Щуринської волості Луцького повіту Волинської губернії. Відстань від повітового міста 28 верст, від волості 19. Дворів 25, мешканців 179.
12 червня 2020 року, згідно з розпорядженням Кабінету Міністрів України  № 708-р, село увійшло до складу Рожищенської міської громади.
19 липня 2020 року, в результаті адміністративно-територіальної реформи та ліквідації Рожищенського району, село увійшло до складу новоутвореного Луцького району.

## Населення
Згідно з переписом УРСР 1989 року чисельність наявного населення села становила 214 осіб, з яких 98 чоловіків та 116 жінок.
За переписом населення України 2001 року в селі мешкало 219 осіб.

### Мова
Розподіл населення за рідною мовою за даними перепису 2001 року:
| Мова       | Відсоток |
| ---------- | -------- |
| українська | 99,10 %  |
| вірменська | 0,45 %   |
| російська  | 0,45 %   |